# Meccanismo di sviluppo pulito
Il meccanismo di sviluppo pulito (Clean Development Mechanism o CDM in inglese) è uno dei meccanismi flessibili previsti dal Protocollo di Kyoto (art. 12), che permette alle imprese dei paesi industrializzati con vincoli di emissione di realizzare progetti che mirano alla riduzione delle emissioni di gas serra nei paesi in via di sviluppo senza vincoli di emissione.
Lo scopo di questo meccanismo è duplice: da una parte permette ai paesi in via di sviluppo di disporre di tecnologie più pulite ed orientarsi sulla via dello sviluppo sostenibile; dall'altra permette l'abbattimento delle emissioni lì dove è economicamente più conveniente e quindi la riduzione del costo complessivo d'adempimento degli obblighi derivanti dal Protocollo di Kyōto.

## Crediti di emissione
Le emissioni evitate dalla realizzazione dei progetti generano crediti di emissioni o CER (Certified Emission Reductions) che potranno essere utilizzati per l'osservanza degli impegni di riduzione assegnati.
Il funzionamento di un progetto CDM è il seguente:
- Un'azienda privata od un soggetto pubblico realizza un progetto in un paese in via di sviluppo mirato alla limitazione delle emissioni di gas serra
- La differenza fra la quantità di gas serra emessa realmente e quella che sarebbe stata emessa senza la realizzazione del progetto (scenario di riferimento o baseline), è considerata emissione evitata ed accreditata sotto forma di CER (1 CER = 1 tCO2eq, tonnellate di CO2 equivalenti)
- I crediti CERs possono poi essere venduti sul mercato e/o accumulati.

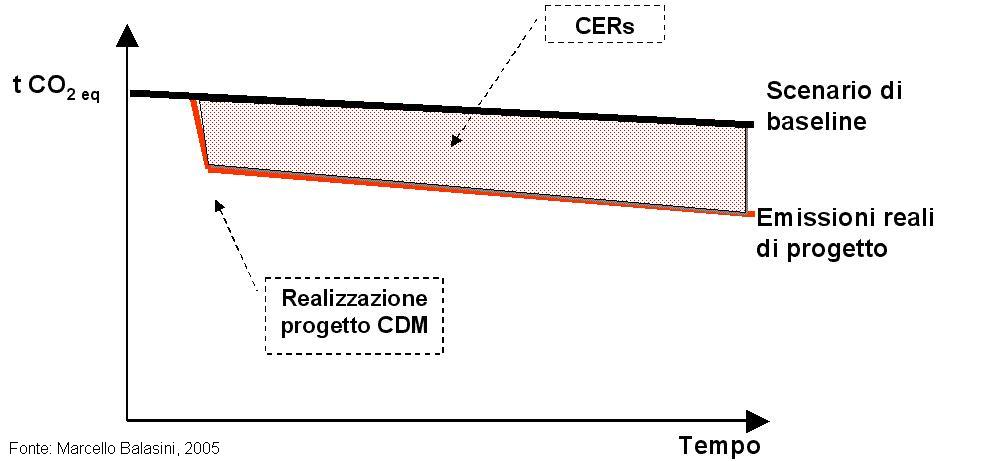

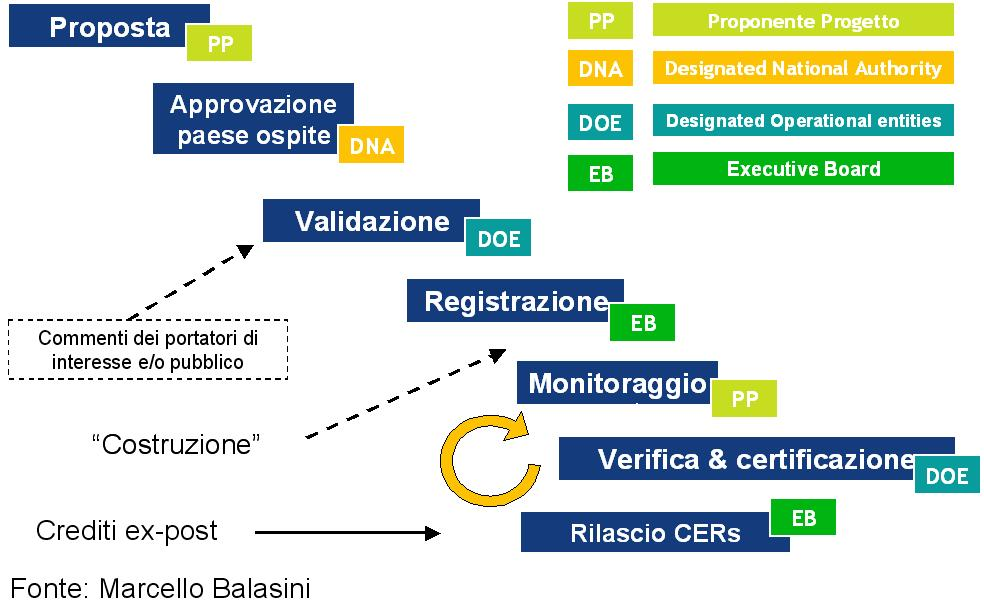

## Requisiti essenziali di un progetto
Tutti i Paesi non compresi nell'Annesso 1 della Convenzione quadro delle Nazioni Unite sui cambiamenti climatici - UNFCCC (identificabili con i Paesi in via di sviluppo) che hanno ratificato il Protocollo di Kyōto possono ospitare progetti CDM.
- Il progetto deve generare una riduzione delle emissioni di almeno uno dei gas regolati dal Protocollo di Kyōto (anidride carbonica CO2, metano CH4, protossido di azoto N2O, idrofluorocarburi HFC, perfluorocarburi PFC, esafluoruro di zolfo SF6)
- La riduzione delle emissioni deve essere addizionale alla situazione che si avrebbe in assenza di tale progetto (scenario di riferimento - baseline), ovvero le emissioni reali dovute al progetto sono minori di quelle che si sarebbero avute in assenza del progetto stesso (criterio della addizionalità)
- Deve essere possibile valutare quantitativamente le emissioni evitate attraverso misure, stime o altri metodi ufficialmente riconosciuti
- Non sono ammessi progetti nucleari
- Il progetto non deve utilizzare fondi pubblici allo sviluppo (fondi ODA)

## Criterio dell'addizionalità
L'addizionalità (o Additionality in inglese)è il requisito più critico e controverso dei progetti CDM. Le riduzioni di emissione del CDM devono essere “additional to any that would occur in the absence of the certified project activity (CP.7)” (aggiuntive a quelle che si avrebbero in assenza dell'attività di progetto certificata). Il criterio serve per assicurare che le riduzioni siano reali e che nessuno possa ricevere crediti di emissioni per attività Business as usual (come al solito).
L'addizionalità è un concetto critico per ogni sistema di scambio negoziale delle quote (come l'emission trading) che permette di utilizzare crediti provenienti dall'esterno del sistema. Infatti, solo se le riduzioni sono effettivamente addizionali non si ha un aumento delle emissioni complessive. L'addizionalità è il concetto per garantire l'integrità ambientale del sistema.

## Critiche
Questo sistema consente di trattare le emissioni di gas serra come un qualunque altro scambio commerciale, commercializza gli inquinanti invece di diminuirli. In altri termini un'azienda può permettersi di continuare ad inquinare in patria acquisisce quote di emissioni dove non vengono prodotte, “crediti di emissione” in un paese che non emette gas serra o ne emette quantità esigue. Così senza una reale diminuzione di inquinanti si continua ad inquinare, nel contempo diventando proprietaria di una foresta che produce “aria buona”.